# Delavan (Minnesota)
Delavan es una ciudad ubicada en el condado de Faribault en el estado estadounidense de Minnesota. En el Censo de 2010 tenía una población de 179 habitantes y una densidad poblacional de 65,2 personas por km².

## Geografía
Delavan se encuentra ubicada en las coordenadas 43°46′4″N 94°1′5″O / 43.76778, -94.01806. Según la Oficina del Censo de los Estados Unidos, Delavan tiene una superficie total de 2.75 km², de la cual 2.75 km² corresponden a tierra firme y (0%) 0 km² es agua.

## Demografía
Según el censo de 2010, había 179 personas residiendo en Delavan. La densidad de población era de 65,2 hab./km². De los 179 habitantes, Delavan estaba compuesto por el 96.65% blancos, el 0% eran afroamericanos, el 0% eran amerindios, el 0% eran asiáticos, el 0% eran isleños del Pacífico, el 0.56% eran de otras razas y el 2.79% pertenecían a dos o más razas. Del total de la población el 1.12% eran hispanos o latinos de cualquier raza.